# جانسن أوزيوسن
جانسِن أوزيوسُن (بالتركية: Cansın Özyosun)‏ ممثلة تركية مثلت في مسلسل نور وأدت شخصية «ريهام» زوجة «فجر».

## روابط خارجية
- جانسن أوزيوسن على موقع IMDb (الإنجليزية)